# Pir Mohammad
Pir Mohammad (ur. około 1374, zm. w 1407) – wnuk Timura, wyznaczony przez niego na jego następcę.
Był on synem Dżahangira, najstarszego i ulubionego syna Timura, który zmarł w roku 1376 lub 1377. W r. 1391/1392 Pir Mohammad otrzymał namiestnictwo Kabulu, a w roku 1398 prowadził awangardę armii Timura maszerującej na Indie, która zdobyła Multan. Po kampanii indyjskiej terytorium zarządzane przez Pir Mohammada poszerzyło się o nowe nabytki jego dziada na subkontynencie. Przed swoją śmiercią Timur wyznaczył go na swojego następcę, jednak zanim Pir Mohammad ze swojej oddalonej od centrum państwa prowincji dotarł do Samarkandy zajął ją Chalil Soltan (1405–1409), inny wnuk Timura, który przekonał do siebie dużą część armii zimującej w Taszkencie. Pir Mohammad mógł przeprowadzić atak na Chalil Soltana jedynie z terytorium swojego wuja, Szahrocha (1405–1447), który rządził znaczną częścią wschodniego Iranu z Heratu. Pod koniec 1405 roku Pir Mohammad przybył do Balchu i zażądał pomocy od Szahrocha, który przysłał mu armię na czele z jego emirem Szahmalikiem i synem Ulugh Begiem. W lutym 1406 roku połączone siły obu wojsk poniosły porażkę w walce z armią Chalil Soltana pod Karszi w dzisiejszym Uzbekistanie. Przyczyną porażki była ucieczka z pola bitwy żołnierzy z plemienia Süldüs, do którego należał najpotężniejszy z emirów Pir Mohammada, Pir Ali Taz Suldus. Po bitwie Pir Mohammadowi udało się jednak na powrót zebrać armię i z inicjatywy Pir Alego zająć fortecę Hesar-e Szadman nad Amu-Darią, będącą siedzibą głównej gałęzi Süldüsów, co można odczytywać jako próbę zdobycia przez Pir Alego dominujących wpływów w swoim plemieniu. Wkrótce udało mu się zgromadzić wokół siebie większość emirów z otoczenia Pir Mohammada i w lutym 1407 r. doprowadzić do jego morderstwa. Pir Mohammad pozostawił po sobie syna, Ghajdu, który później rządził w imieniu Szahrocha w Kabulu, zanim nie zbuntował się i ostatecznie nie został przez niego uwięziony w roku 1418.